# Leichter Panzerspähwagen
Leichter Panzerspähwagen ("Let pansret opklaringskøretøj") var en serie af lette 4×4 panservogne fremstillet i Tyskland fra 1935 til 1944. 
Køretøjerne blev udviklet af Eisenwerk Weserhütte i Bad Oeynhausen. Chassiset blev bygget af Auto Union i Zwickau og samlet af F. Schichau i Elbing og Maschinenfabrik Niedersachsen i Hannover-Linden.
De brugte standard sPkw I Horch 801 (tung bil) chassis med et vinkelformet, pansret skrog og tårn.
Panservognens hækmotor var en 90 hk 3,8 liters benzinmotor, der gav en tophastighed på 80 km/t på landevej og 40 km/t i terræn. Den havde en maksimal rækkevidde på 347 km. 
Panservognen blev brugt af opklaringsenheder i panserdivisionerne. Den fungerede udmærket i lande med gode veje, såsom i Vesteuropa, men på Østfronten og i Nordafrika var denne type køretøjer hæmmet af sine forholdsvis ringe køreegenskaber i terræn. I disse kampområder blev de gradvis erstattet af Sd.Kfz. 250 halvbæltekøretøjer. Sd.Kfz. 250/9 var en Sd.Kfz. 250 med samme tårn som Sd.Kfz. 222.
Sd.Kfz. 222 blev gennemgået af sovjetiske designere, inden man her udformede den tilsvarende BA-64 lette panservogn.

## Pansring
Fronten og siderne var oprindelig lavet af 8 mm panserstål og der var 5 mm top-, bund- og hækplader. Støbte glughuller erstattede senere huller skåret ud af panseret. Tårnet var åbent i toppen, og de blev udstyret med stålriste som beskyttelse mod håndgranater. 

## Udgaver
Sd.Kfz. 221
Grundmodel og første produktionsserie af panservognen, der blev bygget på et standardchassis til militær brug. Sd.Kfz. 221 var udstyret med et enkelt 7,92 mm Maschinengewehr 34 (MG34) maskingevær, havde en to mands besætning og 4-hjulstræk. Pansringen var oprindelig maks. 8 mm tyk, men blev senere forøget til 14,5 mm. 
Sd.Kfz. 222
Denne version af køretøjet var udstyret med en 2 cm KwK 30 L/55 kanon og et 7,92 mm MG34 maskingevær.
Det tredje besætningsmedlem var skytten, som fritog vognkommandøren for denne opgave. Nogle versioner havde en 28 mm panserbrydende kanon. En prototype havde en 50 mm kanon. Der blev fremstillet to eksemplarer af disse prototyper. 
Sd.Kfz. 223
En radiovognsudgave, der ligesom 221 var udstyret med et 7,92 mm MG34 maskingevær. Den havde ekstra radioudstyr og en stor rammeantenne over køretøjet. Der blev fremstillet over 500 Sd.Kfz 223.